# Apilkín
Apilkín (a-pil-ki-in, vagy apil-kīn) Mári uralkodója. Egy időben regnált Utu-héngállal, majd Ur-nammuval, a III. uri dinasztia alapítójával, akinek egyik fia az ő leányát, Taramuramot vette feleségül. Apja és elődje Iskun-Adad (Iskum-Addu), utódja fia, Iddin-Ilum (Iddin-Él).
Amellett, hogy Ur-nammu feliratai is említik, saját szövegei is fennmaradtak. Az egyik szerint épített egy Ninhurszag-templomot. Saját magát nagynak nevezte, a LUGAL ma-ri2KI-ka címet viselte, nem maradt meg az „alkirály” jelentésű sagin (Mári akkád nyelvű környezetében sakkanakku) titulus. Uralkodása alatt Lagas, Ur és Uruk nagy vetélytársa volt Mári politikailag és gazdaságilag is. Olyannyira, hogy az ez időben a Folyamközben legerősebbnek számító gutik tizenharmadik uralkodóját, Habil-kínt sokszor azonosítják is vele, aki mintegy 20 évvel előzte meg az utolsó guti királyt, Tirigant. Ez az azonosítás azonban problémás, mert jelenlegi ismereteink szerint Tirigant Utu-héngál győzte le, aki viszont elődje volt Ur-nammunak. Így a máribeli Apilkín csak akkor lehetne azonos a guti Apilkínnel, ha Kútú trónját elvesztette volna, és ezután még legalább 30 évig volt Mári uralkodója. Időrendileg lehetséges, de erre nincs utalás a fennmaradt szövegekben. Ugyanakkor uralkodói titulusa párhuzamokat mutat Ur-nammu karrierjével is, aki szintén katonai kormányzóként kezdte Urban az uralkodást.